# Malokubanski
Malokubanski - Малокубанский (rus) és un possiólok del krai de Krasnodar, a Rússia. Es troba a les planes de Kuban-Priazov, prop de la vora esquerra del riu Ieia. És a 11 km a l'oest de Novopokróvskaia i a 162 km al nord-est de Krasnodar.
Pertany al possiólok de Kubanski.